# Jacobus Theodorus Tabernæmontanus

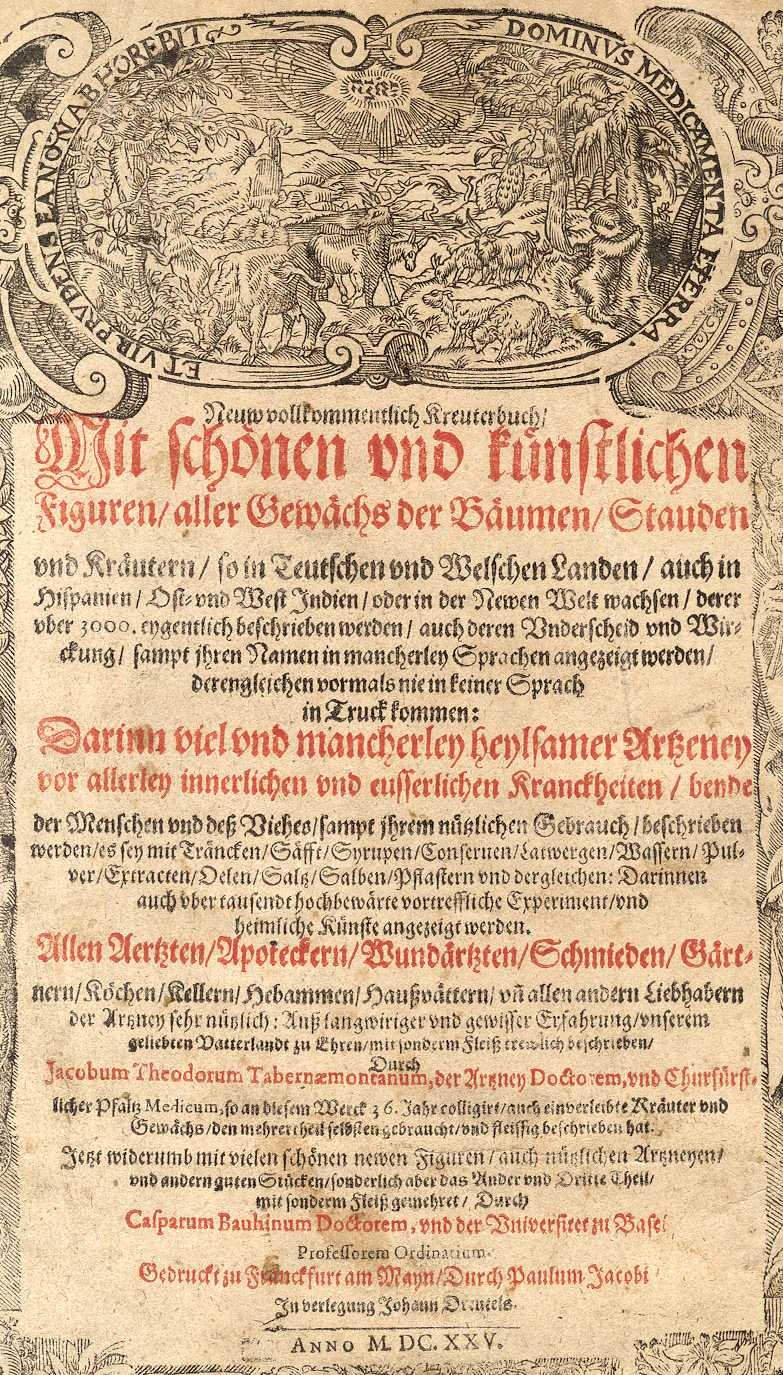
Titelblad till Neuw Vollkommentlich Kreuterbuch, utgåva från 1625.

Jacobus Theodorus Tabernæmontanus, född 1522 i Bergzabern, död i augusti 1590 i Heidelberg, var en tysk läkare och botaniker, en av "botanikens fäder".
Tabernæmontanus var lärjunge till Tragus (Hieronymus Bock), blev medicine doktor i Frankrike och var mot slutet av sin levnad kurfurstlig livmedikus i Heidelberg. Han är berömd för sitt stora arbete Neuw Kreuterbuch (1588; del II 1591 av N. Braun samt nya editioner), ett av nya tidens äldsta botaniska verk i vetenskaplig form efter dåtidens fordringar.